# Воса (Небраска)
Воса (англ. Wausa) — селище (англ. village) в США, в окрузі Нокс штату Небраска. Населення — 592 особи (2020).

## Географія
Воса розташована за координатами 42°29′52″ пн. ш. 97°32′22″ зх. д. / 42.49778° пн. ш. 97.53944° зх. д. (42.497821, -97.539316).  За даними Бюро перепису населення США в 2010 році селище мало площу 1,36 км², уся площа — суходіл.

## Демографія
Згідно з переписом 2010 року, у селищі мешкали 634 особи в 257 домогосподарствах у складі 172 родин. Густота населення становила 467 осіб/км².  Було 290 помешкань (213/км²).
Расовий склад населення:
| - 97,6 % — білих - 0,5 % — азіатів - 0,2 % — корінних американців |

До двох чи більше рас належало 1,1 %. Частка іспаномовних становила 2,5 % від усіх жителів.
За віковим діапазоном населення розподілялося таким чином: 23,8 % — особи молодші 18 років, 45,8 % — особи у віці 18—64 років, 30,4 % — особи у віці 65 років та старші. Медіана віку мешканця становила 48,3 року. На 100 осіб жіночої статі у селищі припадало 91,0 чоловіків;  на 100 жінок у віці від 18 років та старших — 83,7 чоловіків також старших 18 років.
Середній дохід на одне домашнє господарство  становив 58 518 доларів США (медіана — 51 917), а середній дохід на одну сім'ю — 68 268 доларів (медіана — 63 125). Медіана доходів становила 43 125 доларів для чоловіків та 28 125 доларів для жінок. За межею бідності перебувало 16,5 % осіб, у тому числі 31,2 % дітей у віці до 18 років та 16,6 % осіб у віці 65 років та старших.
Цивільне працевлаштоване населення становило 345 осіб. Основні галузі зайнятості: освіта, охорона здоров'я та соціальна допомога — 26,1 %, роздрібна торгівля — 11,9 %, транспорт — 10,4 %, сільське господарство, лісництво, риболовля — 10,1 %.